# Lucifer-Gnosis

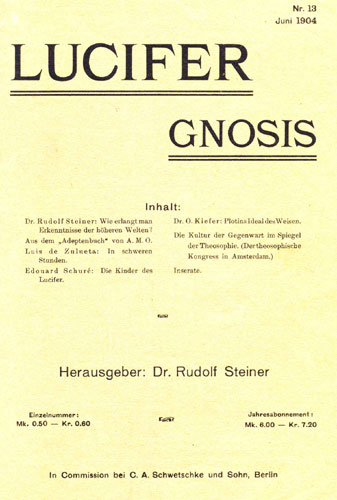
Titelblatt (Juni 1904)

Lucifer-Gnosis war eine von Rudolf Steiner, dem Begründer der Anthroposophie, in Berlin herausgegebene theosophische Zeitschrift, welche bereits vor der Gründung der Anthroposophischen Gesellschaft erste anthroposophische Gedanken vertrat. Die erste Ausgabe erschien im Januar 1904, die letzte im Mai 1908; die Erscheinungsweise war bis Ende 1905 monatlich.

## Geschichte
Nachdem Steiner am 19. Oktober 1902 Generalsekretär der Deutschen Sektion der Theosophischen Gesellschaft geworden war, fand er es notwendig, auch eine eigene Zeitschrift herauszubringen. In dieser wollte er speziell seine Sicht der theosophischen Lehre und seine Erkenntnisse darlegen,  parallel zum Vahan, einer bereits bestehenden theosophischen Zeitschrift, welche die offizielle Lehre der Theosophischen Gesellschaft Adyar vertrat. Im Juni 1903 brachte Steiner die erste Ausgabe seines Blattes Luzifer – Zeitschrift für Seelenleben und Geisteskultur – Theosophie heraus. Mit diesem Titel meinte er nicht den Satan, wie in der christlichen Tradition überliefert, sondern den unter Luzifer beschriebenen „Lichtbringer“. Dennoch wurde und wird bis heute manchmal fälschlicherweise die Namensgebung als Indiz dafür gesehen, dass Steiner ein Wegbereiter des Satanismus sei.
Nach sieben Ausgaben erfolgte die Vereinigung des Luzifer mit der von Wiener Theosophen herausgegebenen okkulten Zeitschrift Gnosis: Januar 1904 erschien die erste Ausgabe als Lucifer mit der Gnosis. Anfangs kamen aus Wien kleinere Beiträge, doch verfasste Steiner den größten Teil der Artikel in Lucifer-Gnosis selbst und fungierte auch als Herausgeber und Redakteur. Praktisch die einzige Unterstützung erfuhr er von seiner Sekretärin Marie von Sivers, die für Lucifer-Gnosis Schurés Les Grands Initiés und Les enfants de Lucifer übersetzte. Als Steiners Vortragstätigkeit immer größere Ausmaße annahm, kam es immer wieder zu Verzögerungen bei der Fertigstellung der Zeitschrift und dadurch zu verspäteten Auslieferungen: 1906 erschien nur gerade eine Ausgabe, 1907 folgten noch deren zwei. Steiner fand für eine geordnete Herausgabe keine Zeit mehr und sah sich gezwungen, die Herausgabe des Blattes einzustellen. Im Mai 1908 erschien das letzte von insgesamt 28 Heften.
In diesem Jahr 1908 gründete Marie von Sivers in Berlin den Philosophisch-Theosophischen Verlag, welcher 1913 in Philosophisch-Anthroposophischer Verlag umbenannt wurde. Die Schriften Steiners erschienen seitdem über diesen Vertriebsweg.

## Inhalt
Zu Beginn überwogen in Lucifer-Gnosis noch theosophische Themen, nach und nach formte Steiner die theosophische Terminologie jedoch im Sinne seiner späteren Anthroposophie um und gestaltete die Artikel im Hinblick auf die anthroposophische „Bewusstwerdung des Menschen“. Aus diesem Blickwinkel betrachtet, legte er auch seine natur- und geisteswissenschaftlichen Themen im Blatt dar, ebenso wie seine Abhandlungen über Yoga und Meditation davon beeinflusst wurden. In Fortsetzungen erschienen in Lucifer-Gnosis die später in Buchform veröffentlichten Werke Wie erlangt man Erkenntnisse der höheren Welten?, Aus der Akasha-Chronik, Die Stufen der höheren Erkenntnis, Theosophie und soziale Frage und Die Erziehung des Kindes vom Gesichtspunkt der Geisteswissenschaft. Obwohl während ihres Erscheinens eigentlich als theosophische Zeitschrift propagiert, wurde nach der Trennung von der Theosophischen Gesellschaft Adyar 1912/13 das Blatt als anthroposophisch betrachtet.